# 아우로라케라톱스
아우로라케라톱스(Auroraceratops)는 "여명의 뿔 있는 얼굴"이라는 뜻으로 백악기 전기 (압트절) 중국 중북부에 살았던 원시적인 각룡류 공룡 속이다. 속명은 초기의 각룡이라는 의미를 가지는 동시에 이것을 기재한 고생물학자 피터 도드슨의 부인 돈(Dawn, 새벽, 여명이라는 뜻) 도드슨의 이름에서 온 것이다.

## 발견과 종
알려져 있는 유일한 표본은 중국 중북부 간쑤성 마종샨 지역 공포췐 분지의 신민바오 층군에서 발견되었다. 모식종인 A. rugosus는 요우, 리, 지, 라마나, 그리고 도드슨에 의해 2005년에 기재되었다. 종명인 루고수스(rugosus)는 라틴어로 단단하다는 뜻이며 이 공룡의 특징인 두개골과 턱뼈의 여러 곳에 있는 단단한 부분, 즉 광대뼈 부분에 주름진 것처럼 확장되어 있는 것을 가리키는 것이다. 아우로라케라톱스는 아르카이오케라톱스에 이어 마종샨 지역에서 두번째로 발견된 원시적 각룡류이다.
모식표본인 IG-2004-VD-001는 부리뼈를 제외하면 거의 완전한 아성체의 두개골과 프릴의 돌출부로 구성되어 있다.
2010년에 아우로라케라톱스, 또는 아르카이오케라톱스에 속할 수 있는 표본이 남한 감천 항구 근처의 두도에서 발견되었다.

## 특징

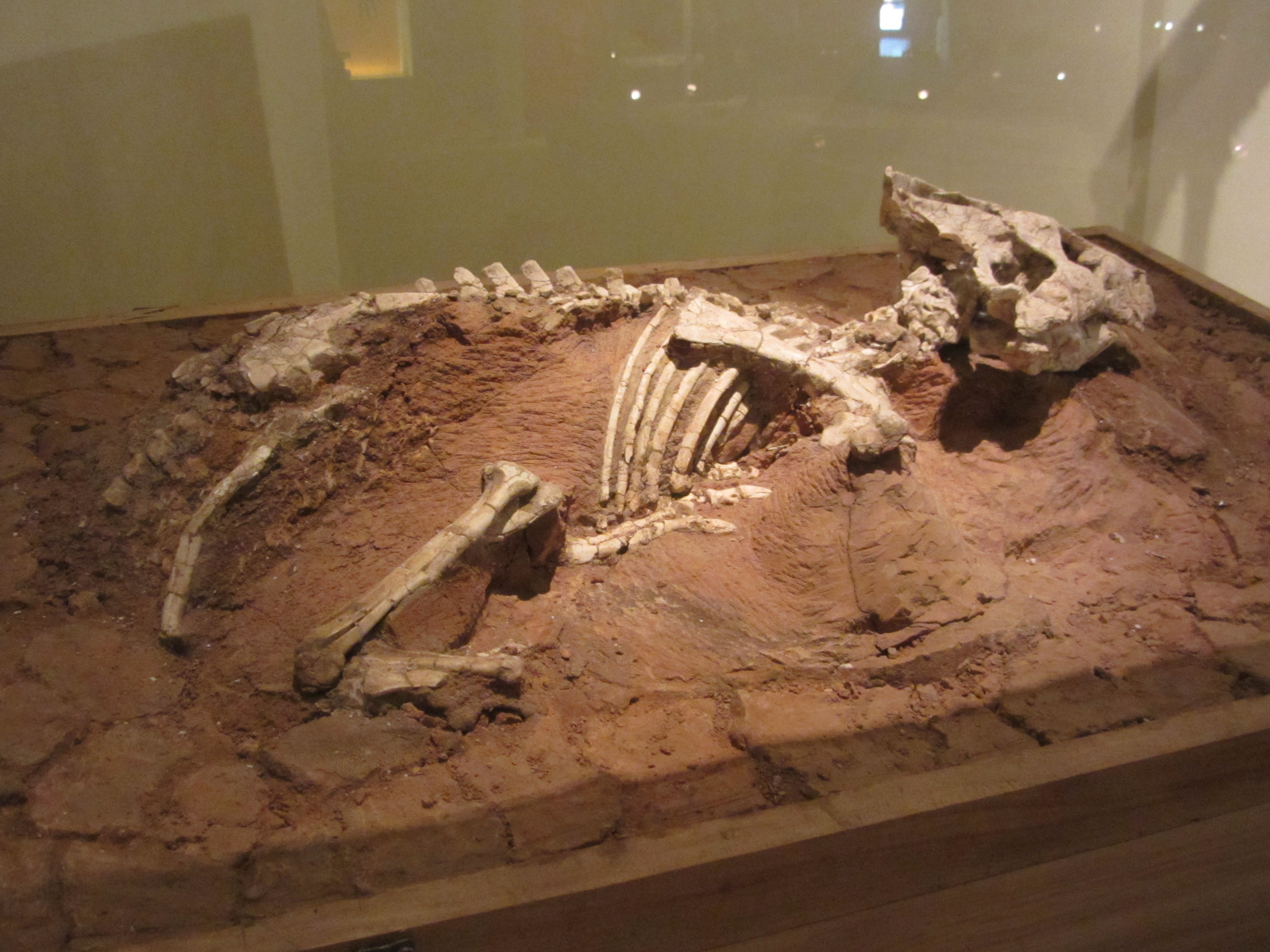

대부분의 신각룡류 공룡들은 특징적으로 좁고 긴 주둥이를 가지고 있지만 아우로라케라톱스의 주둥이는 짧고 넓다. 20 센티미터 길이의 두개골은 비교적 납작하고 넓은 형태다. 전상악골에는 최소한 두 쌍의 줄이 간 송곳니 모양의 이빨이 있다. 쌍을 이루며 살아있을 때는 아마도 케라틴질로 덮여있었을 단단한 돌출부는 눈 앞쪽, 광대뼈 위, 그리고 아래턱에서 볼 수 있다. 이 단단한 돌출부는 아마도 종내 혹은 종간 상호작용에 사용되었을 것으로 보인다. 물리적으로 포식자를 물리치는데 쓰이기는 힘들었겠지만 종 내에서 짝짓기할 권리를 얻기 위해, 혹은 싸움이 있을 때 밀거나 서로 부딪히는 형태로 사용되었을 수 있다.
아우로라케라톱스는 중간 크기의 원시적 신각룡류 중에서는 비교적 분화된 것으로 아르카이오케라톱스나 리아오케라톱스에는 없는 두개골의 특징을 가지고 있어 신각룡류 분지군에 다양성을 더해준다.

## 참고 문헌
- You, H., Li, D., Ji, Q., Lamanna, M. and Dodson, P. (2005). "On a new genus of basal Neoceratopsian dinosaur from the Early Cretaceous of Gansu Province, China". Acta Geologica Sinica 79 (5); 593-597.